# WDR aktuell
WDR aktuell ist der Name des Nachrichtenangebots des WDR, welches im Fernsehen, Radio und im Web aufzufinden ist.

## WDR aktuell im Fernsehen

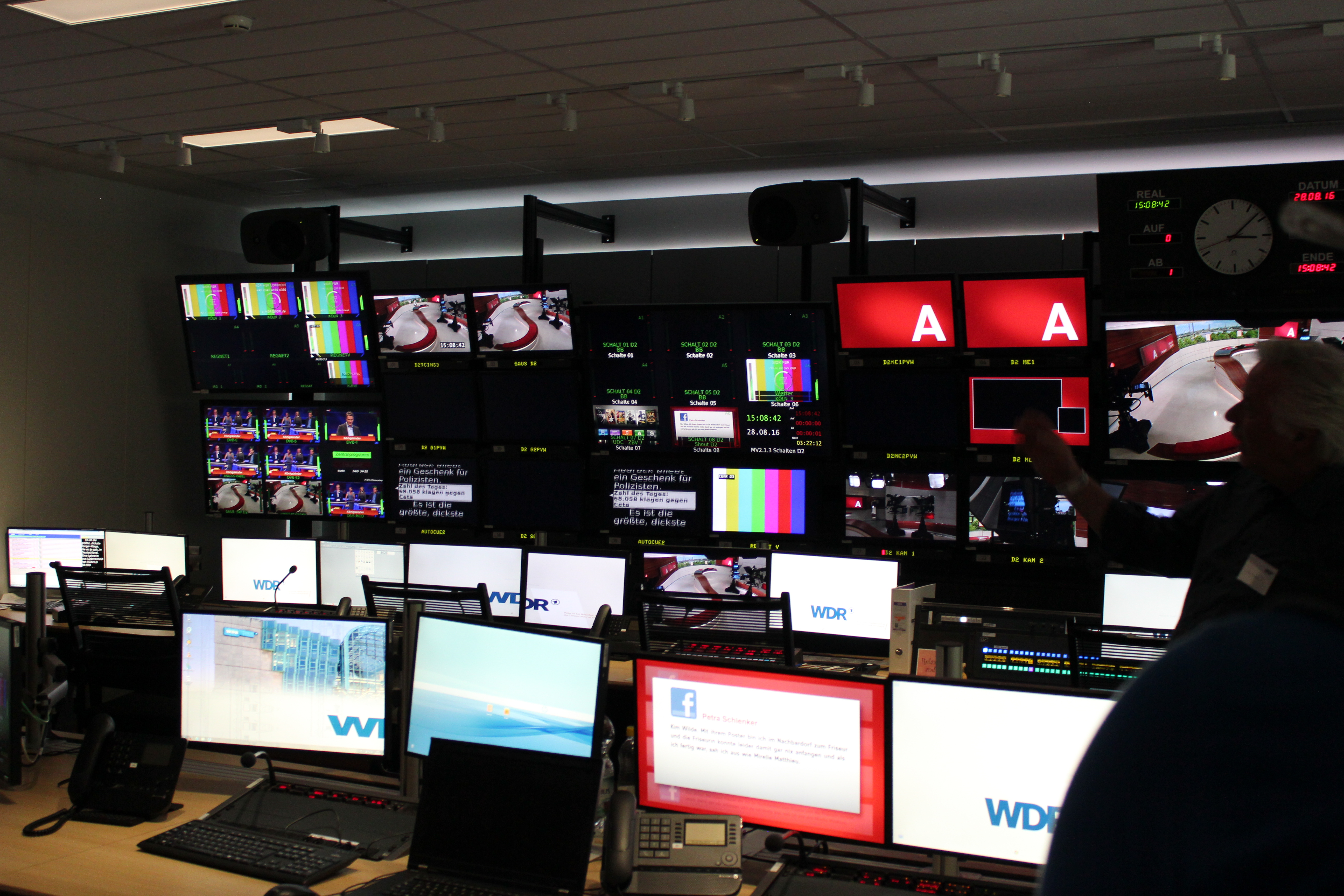
Die Regie des WDR aktuell // Aktuelle Stunde Studios bis September 2016

Die Sendung wird montags bis freitags im WDR Fernsehen jeweils um 12:45 Uhr, 16:00 Uhr, 18:00 Uhr (gemeinsame Sendung mit der Lokalzeit) und 21:45 Uhr ausgestrahlt. Während die Sendungen ab 16:00 Uhr aus dem Nachrichtenstudio im Kölner Funkhaus gesendet werden, wird die Ausgabe um 12:45 Uhr seit 2022 aus einer Moderationsnische in der Redaktion gesendet. Seit 2023 wird auch samstags und sonntags WDR aktuell um 12:45 Uhr und um 16:00 Uhr gesendet. Inhalte der Sendung sind Nachrichten, Berichte und Reportagen, die meistens aus Nordrhein-Westfalen kommen und Interviews mit Personen aus dem Land.

## Moderatoren

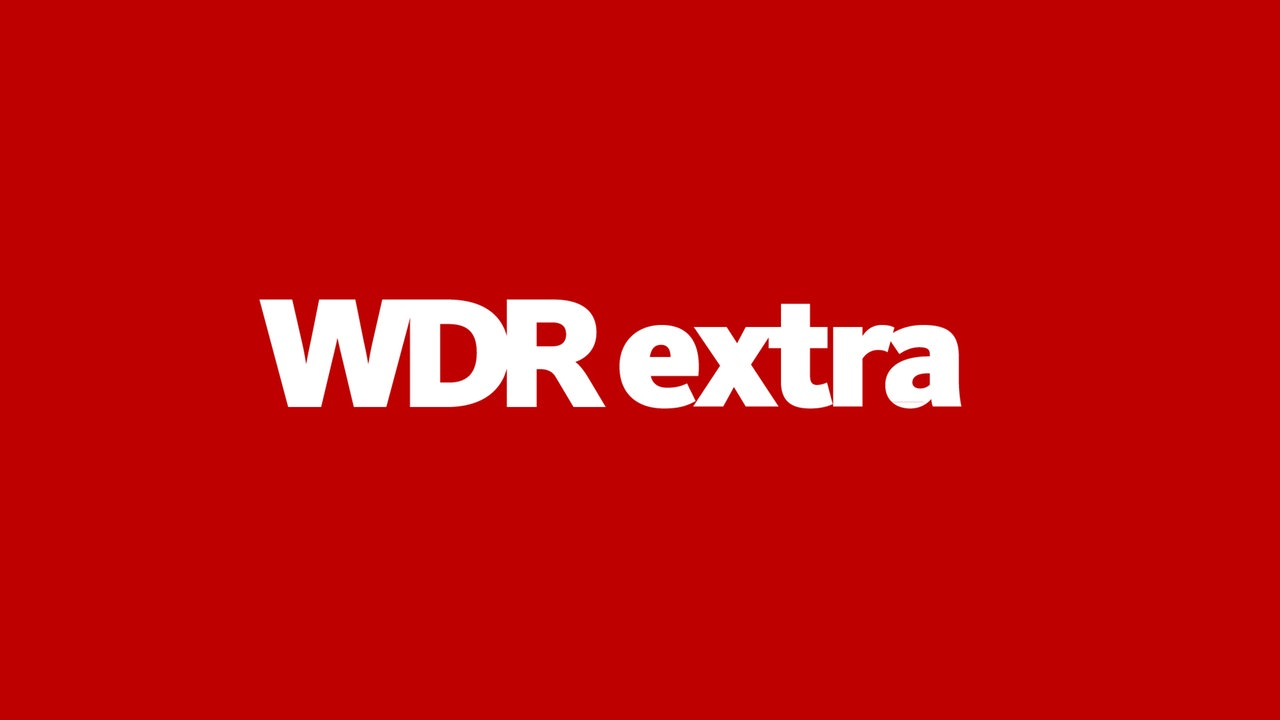
WDR extra-Logo seit 2016

Seit 2021 führen vereinzelt Moderatoren der Aktuellen Stunde sporadisch durch die Sendung. Die Moderatoren sind im Wechsel:
| Name                  | Regelmäßiger Einsatz | Sporadischer Einsatz          |
| --------------------- | -------------------- | ----------------------------- |
| Andreas Bursche       | Mittagsausgaben      | Abendausgaben                 |
| Martina Eßer          | Abendausgaben        | Mittagsausgaben               |
| Tobias Häusler        | Mittagsausgaben      | Abendausgaben                 |
| Alexander Klein       | Mittagsausgaben      |                               |
| Sven Lorig            | Abendausgaben        |                               |
| Tom Schachtsiek       | Mittagsausgaben      |                               |
| Liz Shoo              | Mittagsausgaben      |                               |
| Rebecca Verwerich     | Mittagsausgaben      | Abendausgaben                 |
| Michael Dietz         |                      | Abendausgaben                 |
| Anne Gesthuysen       |                      | Abendausgaben                 |
| Thomas Heyer          |                      | Mittagsausgaben Abendausgaben |
| Martin von Mauschwitz |                      | Abendausgaben                 |
| Catherine Vogel       |                      | Abendausgaben                 |
| Susanne Wieseler      |                      | Abendausgaben                 |
| Carolyn Wißing        |                      | Mittagsausgaben               |

Ausführlichere Nachrichten werden täglich um 18:45 Uhr in der Aktuellen Stunde gesendet.

### WDR extra
WDR extra ist die Sonderausgabe von WDR aktuell, die bei speziellen Nachrichtenlagen auf YouTube, Facebook, X und im WDR Fernsehen ausgestrahlt wird. Wird sie um 20:15 Uhr gesendet, übernehmen die Moderatoren der Aktuellen Stunde die Moderation, zu anderen Tageszeiten der jeweils diensthabende Moderator von WDR aktuell.

## WDR aktuell im Radio
Die Hörfunk-Nachrichten des WDR werden seit Juni 2016 ebenfalls unter dem Titel WDR aktuell in WDR 2, WDR 3, WDR 4 und WDR 5 ausgestrahlt.

## WDR aktuell im Web
Die Onlinenachrichtenangebote des WDR laufen ebenfalls unter dem Namen WDR aktuell. So gibt es neben Auftritten auf den Social-Media-Plattformen Facebook und X, einen YouTube-Kanal, der Beiträge aus den Fernsehsendungen WDR aktuell, Aktuelle Stunde und WDR extra hochlädt. Ein junges Angebot unter dem Namen tickr wird von der WDR aktuell Redaktion auf Instagram und TikTok angeboten. Zudem werden dort bestimmte Ereignisse live gestreamt. Daneben gibt es noch ein Newsportal sowie eine App für das Smartphone.

## Produktion
Produziert wurde WDR aktuell bis Ende November 2019 im WDR-Funkhaus Düsseldorf. Seitdem findet die Produktion im neu eingerichteten Newsroom in Köln statt. 2021 wurde die Sendung zusammen mit der Aktuellen Stunde und WDR extra in die WDR Arkaden in der Kölner Innenstadt verlegt. Sobald das sich nebenan befindende Filmhaus fertig saniert ist, soll die Redaktion dorthin verlegt werden. Dort konzentriert der WDR seine zentralen Nachrichtenformate.